# Sphenocoelus
Sphenocoelus — вимерлий рід бронтотерій, ендемічний для Північної Америки в середньому еоцені 46.2—40.4 млн років тому. Скам'янілості були знайдені лише в південному Вайомінгу та східній Юті.
У житті він був би схожий на безрогого носорога, з яким був у далекому спорідненості. Однак він був меншим за сучасних носорогів, висотою в плечах приблизно 1.2 метри, і мав набагато довшу голову. Його зуби були пристосовані до поїдання м'якої рослинності, наприклад лісового листя. Як і інші бронтотери, у нього було чотири пальці на передніх лапах і три на задніх, і тварина навряд чи вміло швидко бігати.

## Види
- S. blairi
- S. bridgeri
- S. harundivoras
- S. hyognathus (syn. Dolichorhinus longiceps, Telmatotherium cornutum)
- S. intermedius (syn. Dolichorhinus fluminalis, D. heterodon, Mesatirhinus superior)
- S. uintensis.